# Fidel Arellano
Fidel Arellano Torres (ur. 10 stycznia 1907 w Chiaucingo, zm. 6 listopada 2005 w Benito Juárez) – meksykański zapaśnik walczący w stylu wolnym. Olimpijczyk z Los Angeles 1932, gdzie odpadł w eliminacjach w kategorii do 61 kg.

## Letnie Igrzyska Olimpijskie 1932
| Konkurencja               | Walki                | Walki                 | Klas. końcowa |
| Konkurencja               | Pierwsza runda       | Druga runda           | Miejsce       |
| ------------------------- | -------------------- | --------------------- | ------------- |
| styl wolny, waga piórkowa | Jean Chasson (FRA) P | Joseph Taylor (GBR) P | druga runda   |